# رودي تحلو
رودي تحلو (بالكردية: RudyTahlo) ولد في مدينة القامشلي في محافظة الحسكة شمال سوريا. درس الهندسة البتروكيميائية عام 2008 في جامعة البعث بمحافظة حمص.

## العمل المهني
العمل بالتوثيق بشكل عام هو جزء من اهتماماته، واثناء عمليات التوثيق للتراث المادي ووجوه من شمال وشرق سوريا أدرك بشكل كبير أهمية الموضوع وجماليته والتي تشيع وتنشر المحبة بين سكان المنطقة وتساهم بشكل مباشر وغير مباشر في التماسك المجتمعي وتعزيز الفخر بالهوية الثقافية. قام ايضاً بتصوير كافة مكونات شعوب شمال شرق سوريا من كرد وعرب وآشور وسريان وأرمن ومسيحيين وايزيديين ومسلمين لتعزيز التعايش المشترك بين مكونات الشعوب. حائز على الجائزة الأولى في روجافا لسنة 2022 من قبل اتحاد الاعلام الحر. أقام معارض فردية للصور في كل من قامشلو وروسيا، ومن أهم معارضه:
معرض "سوريا ضد النسيان" في كولن مع كبار المصورين في التصوير الضوئي: من اليابان (Megumi Yoshitake) الالمانيان (بيكا بوريس) و (لوتس يكيل) من فرنسا (يان آرثوس بيرتراند) من سورية (رودي تحلو).
المعرض الثاني في برلين حيث شارك مع عده فنانين مهمين منهم عبد الكريم خضر وسيبان حسكو وجان دوست أما المعرض الثالث في جنيف كان مهرجانا والمعرض الرابع في موسكو الخامس في سان بطرس بورغ وتم اختياره من اللجنة التنفيذية للمعرض الثالث ع مستوى روسيا وكتب عنه في الصحف الروسية.
أقام المصور الكوردي رودي تحلو، معرضاً فوتوغرافياً فردياً لمجموعة صورٍ التقطها ضمن مشروعٍ يهدف إلى تعزيز التعايش بين المكونات في مدينة القامشلي شمال شرق سوريا. وجاء المعرض ضمن مبادرة بعنوان "قصة شعب" يصور فيها وجوه أشخاص من من مختلف الديانات والأعراق، عربٍ وكردٍ وآرمنٍ وآشورٍ وسريانٍ وإيزيديينٍ وغيرهم.

## اعماله
حصل تحلو على دبلوم دولي مقدم من اللجنة العليا لمعرض سان بطرسبورغ الروسية، حيث تم اختياره من قبل لجنة التحكيم للمركز الثالث لصور البورتريه في المسابقة التنافسية ع مستوى روسيا التي يشارك فيها فنانون ومصورون من مختلف أرجاء العالم.
المعرض الفردي الاول في القامشلي شمال سورية يتحدث عن (Faces Of Rojava وجوه روج افا) يتحدث عن صور بورتريه لوجوه من مختلف الشخصيات من كافة مكونات وشعوب المنطقة. المعرض الفردي الثاني كان عن التراث المادي لشعوب شمال شرق سوريا واختار اللباس الفلكلوري. ايضا شارك في معارض لليونسكو حيث شارك في معرض اللباس الكردي نظمته اليونسكو في غرب ووسط آسيا للتراث غير المادي للشعوب، بمشاركة مجموعة من صوره. سيُساهم المعرض في تقديم تقرير شامل تعدّه اليونسكو عن الملابس الكردية لعرضه في المحافل الدولية، مما يمهّد الطريق لجعل التقاليد المتعلقة باللباس الفلكلوري الكردي فيما يُسمى بالتراث الثقافي غير المادي للشعوب في قائمة اليونسكو.
أقام تحلو في مدينة القامشلي، شمال شرقي سوريا، معرضاً فوتوغرافياً فردياً لمجموعة صور التقطها ضمن مشروع يهدف إلى تعزيز التعايش بين مختلف والأديان في شمال شرقي سوريا.
يواجه تحلو تحديات التمييز العرقي والديني، ولذلك قام بتدشين مبادرة تحت عنوان "قصة شعب". بدأت هذه المبادرة عن طريق نشر صور على صفحته الشخصية على فيسبوك، ثم قام بتنظيم معرض فوتوغرافي فردي في مدينة القامشلي بشمال شرق سوريا. تهدف هذه المبادرة إلى تعزيز التعايش بين مختلف الأعراق والأديان في المنطقة الشمالية الشرقية من سوريا.
في جلسة تصوير في بلدة المالكية أو "ديريك"، كما يسميها الأكراد، يعمل المصور رودي بجهد مشترك مع مجموعة من الفتيات المحليات على التقاط مئات الصور. ارتدت المشاركات أزياء ملونة مزخرفة بالمجوهرات، ورقصت ثماني فتيات كرديات على تلة مرتفعة وابتسمن للكاميرا في عرض للأزياء. يروي تحلو أهمية الثقافة التراثية والزي الشعبي، ويعلق قائلاً: "إنها تحمل قيمة معنوية كبيرة للشعب الكردي، وتجمع بين أجمل الألوان التي تجعلها لوحة فنية. وتكون واضحة جداً خلال احتفالات عيد نوروز، حيث يكون الناس أكثر اهتمامًا بها".
بالإضافة إلى ذلك قدم معرض مشترك جديد في موسكو في 2023 وقام بالقاء كلمه على الحضور. [٦]

## استخدام اعماله في العديد من اغلفة الكتب
أحد الصور التي قام بتصويرها اختيرت كغلاف لكتاب روجآفا - الثورة والحرب، ومستقبل كُرد سوريا، للكاتب والبروفسور توماس شميدنغر في العلوم السياسية في جامعة فيينا، ويشغلُ منصب الأمين العام للجمعية النمساوية للدراسات الكردية ويقدِّم المشورة للسياسيين في برلمان الاتحاد الأوروبي بشأن سوريا والعراق.
تعد هذه المرة الخامسة التي يتم فيها اختيار صوره كغلاف لكتب سياسية وروايات في الدنمارك والنمسا وألمانيا. وتم ايضاً اختيار صورته الشخصية كغلاف لرواية Derzîya Tirsê - إبرة الرعب، للروائي هيثم حسين، وصورة لرواية حبل سري للروائية مها حسن. وايضا صورة اخرى تتحدث عن ثوره روجافا لكاتب الانارشيه.